# Arheološki muzej Zadar
Arheološki muzej Zadar specijalizirani je muzej. Kao državni muzej pokriva područje Zadarske županije s otocima Rabom i Pagom. Unutar Muzeja djeluje više odjela: odjel za prapovijesnu, antičku, srednjovjekovnu arheologiju, odjel za podmorska arheološka istraživanja, odjel za pedagoško-andragošku djelatnost, konzervatorsko-restauratorski odjel, knjižnica i drugi, te Muzej ninskih starina.

## Povijest
Osnovan je 30. studenoga 1832. godine kao drugi najstariji muzej u Hrvatskoj i jedan od najstarijih u ovom dijelu Europe. 

## Građa
U njemu su izloženi predmeti iz rimskog doba i prapovijesni arheološki materijal iz paleolitika, neolitika i metalnih doba, kao i arheološki ostaci od 7. do 12. st. od kojih se najveći dio veže uz materijalnu i duhovnu baštinu Hrvata.
Muzej ima stalni postav, restauratorsku i preparatorsku radionicu, te knjižnicu, a u sklopu muzeja djeluju i Muzej ninskih starina i Zavičajni muzej Benkovac.
Arheološki muzej Zadar smješten je u novosagrađenoj zgradi u središtu povijesne jezgre rimske Iadere, u blizini rimskog foruma i kapitolija, te glavne zadarske ulice Kalelarga. U neposrednom susjedstvu muzejske zgrade nalazi se romanička katedrala sv. Stošije, samostan i crkva sv. Marije sa Stalnom izložbom crkvene umjetnosti "Zlato i srebro grada Zadra", te predromanička crkva sv. Donata. Po vrijednosti fundusa i područja istraživanja jedan je od najznačajnijih muzeja u Hrvatskoj.

## Službe i usluge
- stalni postav
- restauratorska radionica
- preparatorska radionica
- knjižnica (dostupna javnosti)[2]

## Diadora
Diadora je glasilo Muzeja koje izlazi od 1960. U njemu se objavljuju recenzirani znanstveni, pregledni i stručni članci, prethodna priopćenja i ostali prilozi tematski vezani uz područje arheologije, povijesti i povijesti umjetnosti. Osim djelatnika Muzeja u Diadori objavljuju i stručnjaci iz drugih ustanova u Hrvatskoj i inozemstvu. Od 2009. izlazi dvojezično (usporedo na hrvatskom i engleskom jeziku).

## Vanjske poveznice
|  | Zajednički poslužitelj ima još gradiva o temi Arheološki muzej Zadar |

- http://www.amzd.hr/ Službene stranice